# Bathéay
Bathéay – dystrykt (srŏk) we wschodniej Kambodży, w prowincji Kâmpóng Cham. Stanowi jeden z 16 dystryktów tworzących prowincję. W 1998 roku zamieszkiwany przez 90 920 mieszkańców.

## Podział administracyjny
W skład dystryktu wchodzi 10 gmin (khum):

- Bathéay
- Chbar Ampov
- Chealea
- Cheung Prey
- Me Pring
- Ph'av
- Sambour
- Sandaek
- Tang Krang
- Tang Krasang
- Trab Roung
- Tumnob

## Kody
- kod HASC[2] (Hierarchical administrative subdivision codes) – KH.KM.BT
- kod NIS[2] (National Institute of Statistics district code) – 0301